# Râul Valea Neagră, Crișul Negru
Râul Valea Neagră sau Râul Valea Izbucului este un curs de apă, afluent al râului Crișul Negru. 

## Hărți
- Harta Munții Bihor
- Harta munții Apuseni